# Dolmen des Oeillantes
Die Dolmen des Oeillantes (auch Dolmen du Bois Communal genannt) sind eine eng benachbarte Dolmengruppe nordöstlich von Barjac im Département Gard in der Region Okzitanien in Südfrankreich. Die Gruppe besteht aus sieben Dolmen, von denen die Dolmen 1 und 2 am besten erhalten. Die Reste der anderen Dolmen liegen versteckt in den Eichenwäldern. Dolmen ist in Frankreich der Oberbegriff für neolithische Megalithanlagen aller Art (siehe: Französische Nomenklatur).
- Dolmen 1 bzw. A ist der größte Dolmen der Gruppe von Oeillantes. Sein Deckstein von 3,5 × 2,8 m liegt schräg auf und wiegt etwa 5 Tonnen. (Lage)
- Dolmen 2 bzw. B ist der zweitgrößte Dolmen der Gruppe. (Lage)
- Dolmen 3 bzw. C hat einen verstürzten Deckstein. Die seitlichen etwa 3,0 m langen Tragsteinplatten sind umgefallen. (Lage)
- Dolmen 4 bzw. D. (Lage)
- Dolmen 5 bzw. E. (Lage)
- Dolmen 7 bzw. G. (Lage)
- Dolmen 8 bzw. H. (Lage)

Drei Dolmen aus der Gruppe wurden 1889 als Monument historique geschützt.
In der Nähe liegen die fünf Dolmen der Déveze-Gruppe und die drei zerstörten Dolmen von Serre de Fabre.